# Landolphia hirsuta
Landolphia hirsuta är en oleanderväxtart som först beskrevs av Henri Hua, och fick sitt nu gällande namn av Marcel Pichon. Landolphia hirsuta ingår i släktet Landolphia och familjen oleanderväxter. Inga underarter finns listade i Catalogue of Life.